# 클룹 마테
클룹 마테(독일어: Club-Mate, ˈklʊp ˌmaːtə (듣기 (도움말·정보))는 카페인이 함류된 마테 추출물이 함유된 탄산음료이다. 독일 뉘른베르크 광역권의 뮌히슈타이나흐(Münchsteinach)에 있는 로셔 양조장(Brauerei Loscher)에서 생산된다. 카페인 함유량은 100 ml당 20 mg이며 500 ml 한 병의 카페인 함유량은 필터 커피 125 ml와 동등한 수준이다. 설탕 함유량은 5 g/100 ml, 열량은 20 kcal(83.7 kJ)/100 g이다.
클룹 마테라는 이름은 친구를 뜻하는 영어 단어 mate ['meɪt] (듣기 (도움말·정보))와는 관계가 없다. 해커 및 힙스터 그룹에서 컬트 음료로 취급된다. 독일 해커 그룹에서의 유명세에 영향을 받아서 (특히 유럽에서) 독일 외부의 해커 문화 및 스타트업에도 알려져 있다. 브루스 스털링이 와이어드에 기고한 글에 의하면 카오스 컴퓨터 클럽에서 가장 인기있는 음료이다.

## 역사
1924년에 최초로 발매되었고, 발매 당시의 이름은 젝트브론테(Sekt-Bronte)였다. 발매 당시에는 지역 내에만 알려져 있었다. 1950년대에 클룹 마테라는 명칭으로 개명되었다. 2014년에도 음료 원산지 일대에서는 브론테(Bronte)라는 명칭이 통용되었다. 1994년에 로셔(Loscher)에서 뉘른베르크 근처의 디텐호펜에 있었던 레몬에이드 공장 Geola Getränke를 매입하면서 클룹 마테의 제조법도 소유하게 되었다. 로셔의 인수 이후에 뉘른베르크 외부로도 알려지기 시작했다. 클룹 마테 광고가 진행되지 않았기 때문에 천천히 알려져 나갔다. 2000년대에는 해커 그룹을 시작으로 파티와 축제에서 유명해졌다. 클룹 마테가 독일에서 유명하지 않았을 때에도 독일의 대학도시 위주로 키오스크, 편의점, 일부 슈퍼마켓, 디스코테크에서 판매가 진행되었다. 2011년에는 로셔 양조장에 재활용 공병이 부족해서 공급 부족 사태가 발생했다. 이 문제를 해결하기 위해서 공병 회수를 촉구하는 페이스북 그룹 Matecalypse now가 설립되었다.
2007년 12월에는 겨울 계절판(Club-Mate Winter-Edition)이 최초로 발매되었고, 그 후에도 매년 겨울마다 계절판이 발매되었다. 겨울판에는 카다멈, 계피, 팔각, 감귤류 추출물이 추가되었다. 2009년에는 클룹 마테 콜라(Club-Mate Cola) 및 아이스티(Club-Mate Ice-T Kraftstoff)가 발매되었다. 클룹 마테 아이스티는 카페인 함유량이 22 mg/100 ml로 증가되었고 설탕 함유량도 원판에 비해서 증가했다. 2013년부터는 석류맛(Club-Mate Granat)이 여름 계절판으로 발매되었다. 2022년 4월에는 무설탕판인 클룹 마테 제로(Club-Mate Zero)도 발매되었다.
2010년대 중반에는 로스토크 일대에서 화염병 홍보에 클룹 마테 로고의 변형이 사용되었고, 인터넷으로도 빠르게 퍼져 나갔다. 클룹 마테의 제조사에서는 이를 막기 위해서 정지명령을 보냈으나 이후에 철회했다.

## 성분
- 물
- 전화당 시럽
- 설탕
- 마테차 추출물
- 구연산
- 카페인
- 천연 향료
- 카라멜 색소
- 탄산

## 종류
- Club-Mate
- Club-Mate Ice-T Kraftstoff(아이스티, 카페인 및 설탕 함량이 높음)
- Club-Mate Granat(석류)
- Club-Mate Winter-Edition(겨울 계절판)
- Club-Mate Cola(콜라)
- Club-Mate Zero(무설탕판)

## 칵테일

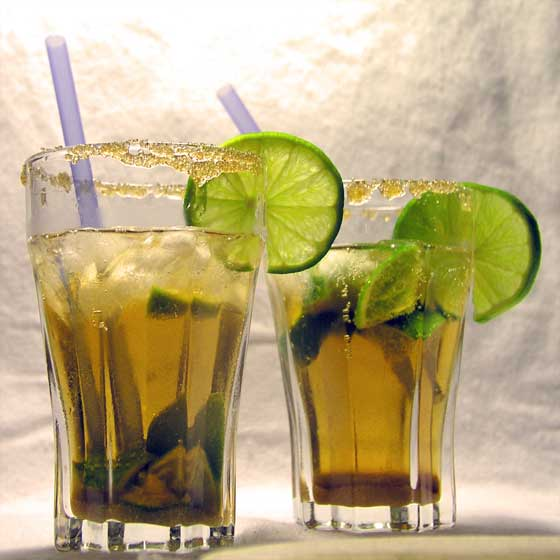
충크

충크(독일어: Tschunk [tʃʊŋk] (듣기 (도움말·정보)))는 럼주, 사탕수수당, 라임, 클룹 마테로 제조한 칵테일이다. 1990년대 동베를린의 클럽 연구(Club Forschung)을 기원으로 추측하고 있으며 해커 그룹에서 유명하다.
이외에도 보드카, 젝트, 예거마이스터 등과 혼합된 롱 드링크로도 제조할 수 있다. 이들은 투르보마테(Turbomate) 또는 마토카(Matoka)로 불린다.